# Gregor von Feinaigle

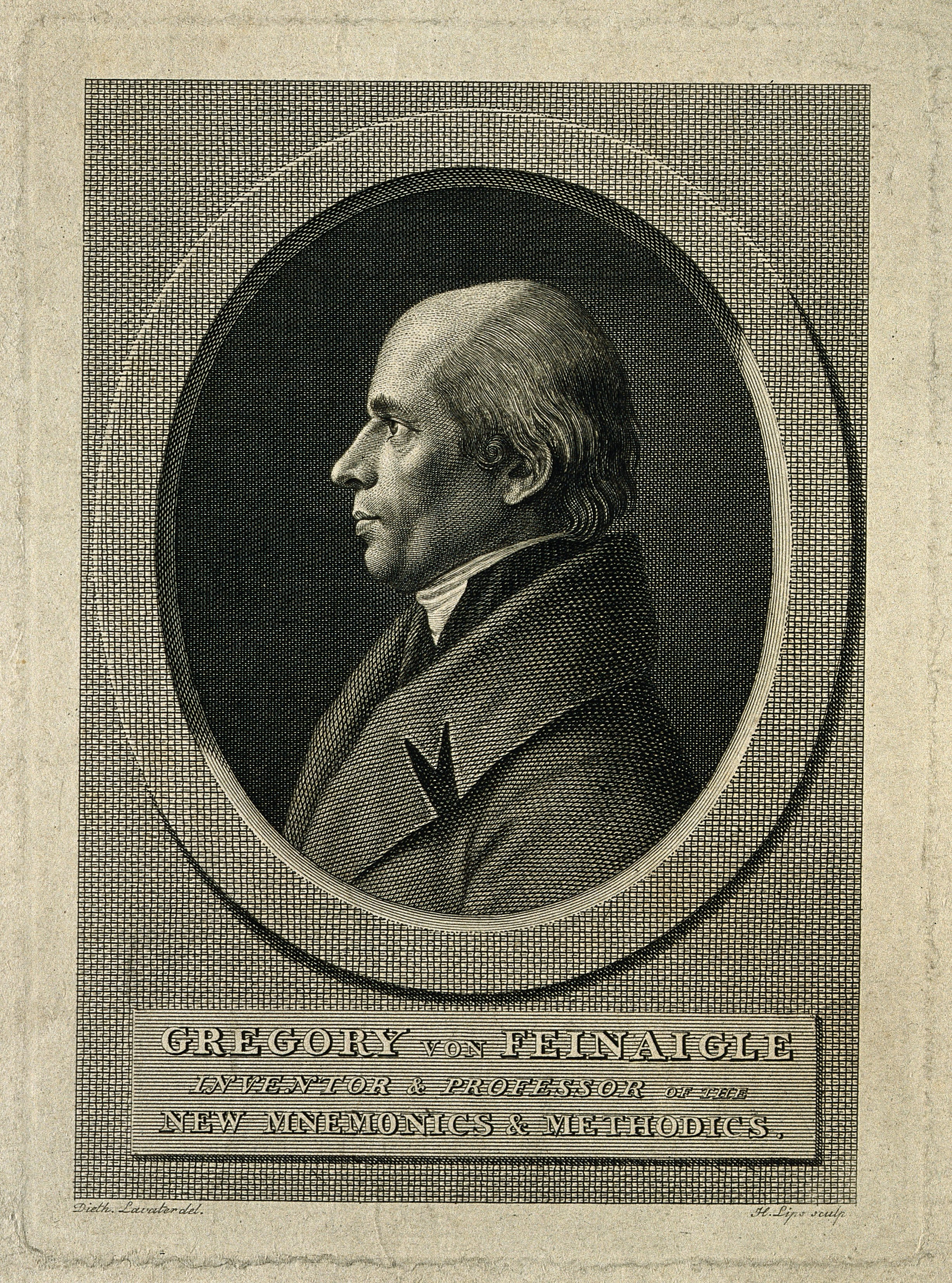
Stich mit dem Porträt Gregor von Feinaigle.

Gregor von Feinaigle OCist (* 22. August 1760 in Überlingen; † 27. Dezember 1819 in Dublin) war ein deutscher Mnemoniker und römisch-katholischer Mönch.

## Leben
Feinaigle wurde am 22. August 1760 in Überlingen geboren. Von seinem frühen Leben ist nur wenig mehr bekannt, außer dass er in das Zisterzienserkloster Salem am Bodensee eintrat. Aufgrund der napoleonischen Invasionen musste er mit den anderen Mönchen aus dem Kloster fliehen und wurde Wanderprofessor in Karlsruhe, Paris, London, Glasgow und Dublin. Feinaigle besuchte 1806 Paris und hielt öffentliche Vorträge über das lokale und symbolische Gedächtnis, das er als „neues System der Mnemotechnik und Methodik“ bezeichnete. Er wurde von einem jungen Mann begleitet, der als Dolmetscher fungierte. Graf Metternich, der österreichische Botschafter, und seine Sekretärinnen verfolgten den gesamten Vortragsverlauf und sprachen in lobenden Worten über das System, das zwar in seiner Anwendung neuartig sei, aber auf dem thematischen Gedächtnis der Alten beruhe, wie es von Cicero und Quintilian beschrieben worden sei. Feinaigle war in der Presse viel Kritik und Sarkasmus ausgesetzt und wurde auf der Bühne von Dieulafoy in einer Farce mit dem Titel "Les filles de mémoire, ou le Mnémoniste" lächerlich gemacht. Als Antwort gab er am 27. Februar 1807 eine öffentliche Vorführung vor einem Publikum von etwa zweitausend Personen. Er erschien nicht selbst, sondern wurde von zwölf oder fünfzehn seiner Schüler vertreten, die seine Kunst vorstellten. Danach unternahm er eine Vortragsreise durch verschiedene Teile Frankreichs. Anfang 1811 kam er nach England und hielt Vorträge an der Royal Institution und der Surrey Institution in London sowie in Liverpool, Edinburgh und Glasgow. Die Gebühr für die Teilnahme an einem Kurs von fünfzehn oder sechzehn seiner Vorträge betrug 5£. 5Sh., und diese Summe wurde von einer Vielzahl von Schülern bezahlt, denn Feinaigle machte aus den Einzelheiten seiner Methode ein Geheimnis und wurde infolgedessen in einigen Kreisen als Hochstapler angeprangert. Er gewann jedoch viele treue Anhänger. Pfarrer Peter Baines, später Bischof von Siga, führte sein System der Mnemotechnik und auch seinen allgemeinen Bildungsplan in das Benediktinerkolleg von Ampleforth, Yorkshire, ein, und eine Gesellschaft von Herren gründete eine Schule in Aldborough House, in der Nähe des Mountjoy Square, Dublin, die unter Feinaigles persönlicher Aufsicht stand und nach seinen Prinzipien geführt wurde. Er starb am 27. Dezember 1819 in Dublin.

## Werke
Die größte Darstellung seines Systems ist in The New Art of Memory (1812) John Millard, Assistenzbibliothekar der Surrey Institution, war laut Thomas Hartwell Horne, Millards Schwager, der ihm mit Notizen zu Feinaigles Vorträgen half, der Herausgeber dieses Werkes. Weitere Abhandlungen über das System waren:
- Notice sur la Mnémonique, ou l'art d'aider et de fixer la Mémoire en tout genre d'études, de sciences, ou d'affaires, par Grégoire de Feinaigle, Paris, 1806; und
- Mnemonik oder praktische Gedächtniskunst zum Selbstunterricht nach den Vorlesungen des Herrn von Feinaigle, Frankfurt am Main, 1811.

## In der Volkskultur
Gregor von Feinaigle wird von einigen als Ursprung für das Wort „finagle“ angesehen, das „betrügen oder schwindeln; listige, betrügerische Methoden anwenden“ bedeutet, wie „...zwielichtige Börsenmakler, die ihre Kunden um ihr Vermögen betrügen“.